# Incident de Mantell
L’incident de Mantell concerne la mort, en janvier 1948, du capitaine Thomas F. Mantell à la suite de la collision de son avion avec un ballon-sonde dans le ciel du Kentucky. L'enquête conclut que le pilote avait perdu conscience à l'altitude de 7 500 mètres en raison de l'indisponibilité de sa réserve d'oxygène et du manque d'oxygène à cette altitude ; que les pilotes de l'escadrille ainsi que les nombreux témoins avaient confondu la planète Vénus (effectivement visible en plein jour à cette période) avec un ovni ; que le capitaine avait percuté un ballon Skyhook de la Marine lâché à Clinton dans l'Ohio et que l'appareil était ensuite tombé en piqué jusqu'à son point d'impact.

## Chronologie des événements
Le 7 janvier 1948, vers 13 h 00, plusieurs dizaines de témoins signalent aux autorités locales la présence d'un objet rond, lumineux et de grande taille à la verticale de Madisonville (Kentucky) et se dirigeant lentement vers le sud.
À 13 h 45, le même objet survole la base aérienne de Godman (165e escadron de chasse de la Garde nationale aérienne du Kentucky), sa couleur passant régulièrement du rouge au blanc. Certains témoins comparent sa forme à un cône de crème glacée. Aussitôt, le commandant Guy F. Hix, responsable de la base, donne l'ordre à une escadrille de chasseurs North American P-51 Mustang, déjà sortie pour un exercice, d'aller au contact de l'objet. Deux avions de l'escadrille, emmenés par l'avion du capitaine Thomas Mantell, un ancien combattant de la Seconde Guerre mondiale, prennent l'objet en chasse, grimpant jusqu'à 4 200 mètres. À 14 h 45, le contact visuel est établi. Le capitaine Mantell déclare à la tour de contrôle « L'objet est directement en avant de moi et au-dessus de moi maintenant, se déplaçant à environ la moitié de ma vitesse ».[réf. nécessaire]
Les pilotes continuent à suivre l'objet pendant une demi-heure, grimpant toujours sans toutefois parvenir à l’atteindre. À 15 h 15, le capitaine Mantell transmet un nouveau message à la tour de contrôle : « J'ai vu l'objet. Il est au-dessus de moi. Je vais essayer de m'en approcher pour mieux le voir... Il semble métallique... Il est terriblement grand... Environ 170 m de circonférence. Il prend de la hauteur ; il vole à la même vitesse que moi. Je vais le suivre jusqu'à 6 600 mètres »[réf. nécessaire](altitude très proche du plafond opérationnel du Mustang F-51D et où l'oxygène se raréfie). Les Mustangs, qui au départ étaient en train d'effectuer un exercice de navigation à basse altitude, ont de ce fait leur réservoir d'oxygène vide. Les deux ailiers, le lieutenant Clements et le lieutenant Hammond, obtiennent la permission de Mantell de retourner à leur base faire le plein d'essence et d'oxygène.
L’objet semble alors prendre de la vitesse, se déplaçant à une allure que Mantell estime à peu près équivalente à la sienne, de l’ordre de 650 km/h. À 15 h 15, la tour de contrôle de Godman reçoit quelques messages inaudibles puis perd le contact radio. À 15 h 40, n'ayant toujours pas de nouvelles, le commandant Hix fait décoller deux appareils à sa recherche. 
Entre 16 h 00 et 16 h 30, le même objet lumineux sera observé par de nombreux témoins au-dessus de Madisonville, d'Elizabethtown et de Lexington, dans le Kentucky.
À 17 h 00, on retrouve, à côté d'une ferme près de Franklin, à plus de 145 km de la base de Godman, les restes de l'appareil du capitaine Mantell éparpillés sur plusieurs kilomètres carrés. C'est la fermière qui a prévenu les secours après avoir assisté à sa chute. Le corps de Mantell est retrouvé sanglé dans son cockpit, sa montre arrêtée sur 15 h 18. D'après les instruments de bord, l'avion était monté jusqu'à une altitude de 9 000 mètres.

## Conclusions de l'enquête militaire
L'enquête officielle qui suivit l'accident conclut que le capitaine Mantell avait perdu conscience à la suite d'une défaillance de son approvisionnement en oxygène à l'altitude de 7 500 mètres et que l'appareil était ensuite tombé en piqué jusqu'au point d'impact.[réf. nécessaire]
L'US Air Force affirma, tout d'abord, que les pilotes de l'escadrille ainsi que les nombreux témoins avaient confondu la planète Vénus (effectivement visible en plein jour à cette période) avec un ovni. Puis, les enquêteurs conclurent qu'il s'agissait d'un ballon stratosphérique Skyhook de la Marine lâché depuis Clinton dans l'Ohio.[réf. nécessaire]

## Contestations de l'explication officielle
Certains ufologues avancent l'idée que trois chasseurs militaires équipés de moteurs de plus de 1 600 ch n'ont pas pu se faire distancer par un ballon porté par le vent ; dans la stratosphère, les vents ne peuvent souffler qu'à 800 km/h.[réf. nécessaire]
Le capitaine Duesler (l'un des trois enquêteurs de l'US Air force ayant analysé le site où l'avion s'est écrasé) a affirmé, en 1997, que l'état de l'appareil était incompatible avec un crash dû à un vol en piqué : le site et l’épave étaient intacts, comme si l’avion était tombé tout droit et s’était écrasé à plat, sur le ventre, sans abîmer la végétation ni labourer le sol. Pour Éric Deguillaume, le seul inconvénient de ces révélations tardives, c'est qu'elles ont été faites près d’un demi-siècle après les faits.